# بخش کورتامیشکی
بخش کورتامیشکی (به لاتین: Kurtamyshsky District) یک منطقهٔ مسکونی در روسیه است که در استان کورگان واقع شده‌است.